# Fuga in Egitto

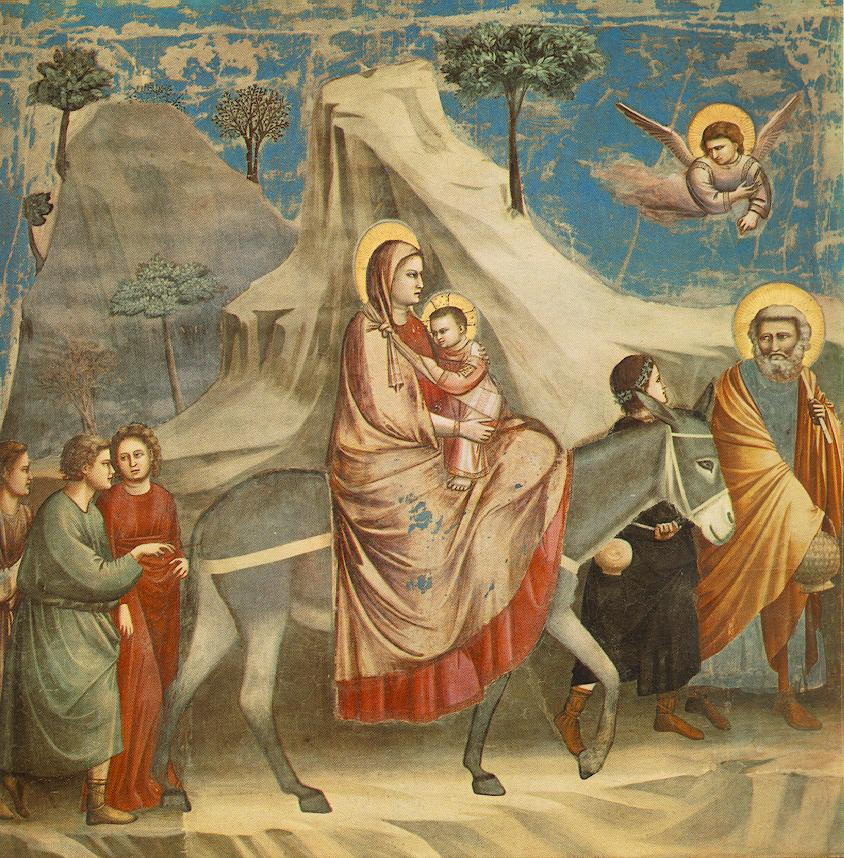
Giotto, Fuga in Egitto, 1304-1306, Cappella degli Scrovegni, Padova.

La fuga in Egitto è un episodio dell'infanzia di Gesù. Tra tutti i libri che compongono il Nuovo Testamento canonico è riportato solo dal Vangelo secondo Matteo (2,13-23), in cui Giuseppe, assieme a Maria e Gesù bambino, fugge in Egitto dopo la visita dei Magi dopo aver appreso che re Erode il Grande intende far uccidere i bambini della zona (strage degli innocenti); l'episodio è presente anche in fonti non canoniche e in tradizioni della Chiesa copta.
L'evento è frequentemente raffigurato nell'arte come episodio finale della nascita di Gesù, oltre ad essere incluso nei cicli della Vita della Vergine e della Vita di Cristo.

## Racconto delVangelo secondo Matteo

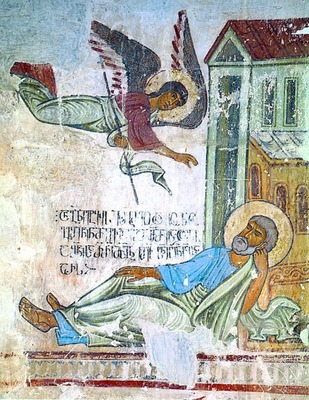
Icona murale raffigurante il Sogno di Giuseppe, XI secolo, chiesa di Ateni Sioni, Georgia.

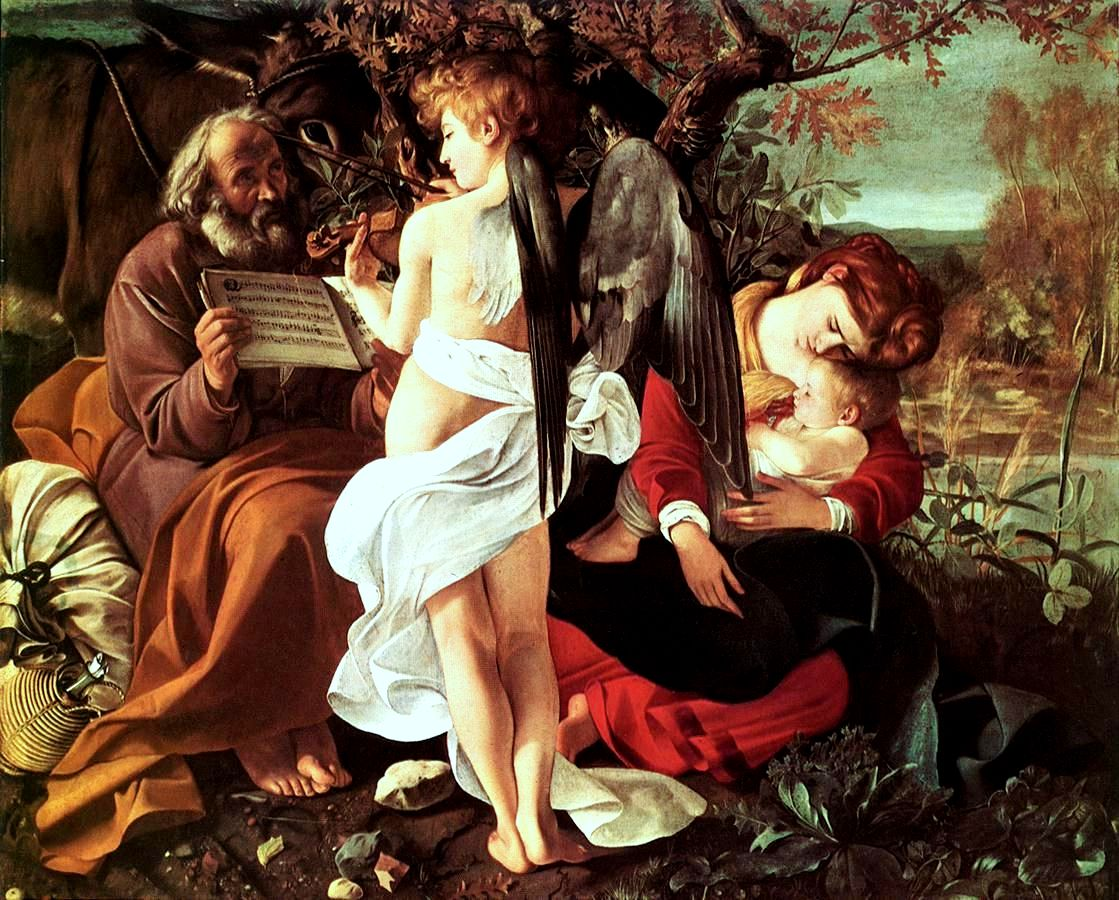
Caravaggio, Riposo durante la fuga in Egitto

Nel racconto del Vangelo secondo Matteo i Magi, si recano da re Erode il Grande a chiedergli dove trovare il "Re dei Giudei"; i sacerdoti, consultate le Sacre Scritture, indicano ai Magi la città di Betlemme. Erode, timoroso che il bambino possa minacciare il suo trono, tenta di ucciderlo (2,1-8), ordinando la morte di tutti i bambini sotto i due anni (2,16-18). Ma dopo la visita dei Magi un angelo appare in sogno a Giuseppe e lo avverte del pericolo, dicendogli di prendere madre e figlio e recarsi in Egitto (2,13-14), cosicché Gesù possa scampare alla strage degli innocenti.
Dopo la morte di Erode, l'angelo appare di nuovo in sogno a Giuseppe per dirgli che possono tornare nella loro terra: Giuseppe, però, viene a sapere che in Giudea regna il figlio di Erode, Erode Archelao, e temendo per il bambino invece di tornare in Giudea, si reca con la famiglia a Nazaret, in Galilea.
Il vangelo di Matteo non dice nulla sulla strada seguita dalla Sacra Famiglia per effettuare il viaggio, ma tenendo conto del percorso normalmente seguito dalle carovane dell'epoca è ipotizzabile che da Betlemme sia recata a sud fino a Hebron per prendere poi la strada che portava a Gaza e da lì abbia seguito la Via Maris entrando in Egitto dalla città di Pelusio. Seguendo questo percorso, il viaggio durava circa dieci giorni. Esisteva una strada alternativa che invece di seguire la costa passava attraverso il deserto, ma sarebbe stata molto più pericolosa per una coppia sola con un bambino piccolo. Secondo un'altra teoria, la Sacra famiglia avrebbe incontrato i Magi a Betania all'inizio del viaggio di ritorno a Nazaret dopo la presentazione al Tempio, poi avrebbe deviato il cammino fino a Gerico e attraversato il Giordano entrando in Perea, quindi si sarebbe recata in Egitto seguendo la Via Regia, probabilmente aggregandosi ad una carovana.
Matteo non specifica la durata del soggiorno in Egitto, ma solo l'epoca della sua conclusione (dopo la morte di Erode, che è avvenuta nel 4 a.C.). Ritenendo che l'anno di nascita di Gesù sia compreso tra l'8 e il 4 a.C. (comunque prima della morte di Erode) con una maggiore preferenza per il 7-6 a.C., alcuni biblisti hanno ipotizzato che la durata più probabile della permanenza sia compresa fra due e tre anni e mezzo.

### Profezia di Osea
In Matteo 2,15 è citato un verso del Libro di Osea dell'Antico Testamento (11,1, «Quando Israele era fanciullo, io lo amai e chiamai mio figlio fuori d'Egitto»), che secondo l'autore del vangelo era una profezia soddisfatta dal ritorno di Gesù dall'Egitto: «Là rimase fino alla morte di Erode, affinché si adempisse quello che fu detto dal Signore per mezzo del profeta: "Fuori d'Egitto chiamai mio figlio"». Si tratta di un verso che fa riferimento all'esodo degli Ebrei dall'Egitto, in cui il popolo di Israele è chiamato da Dio "mio figlio", come nel Libro dell'Esodo 4,22-23, «[...] Israele è mio figlio [...] lascia andare mio figlio».
La migrazione in Egitto in Matteo 2:15 richiama la profezia di Osea 11:1 (<<Ho chiamato mio figlio, fuori dall'Egitto>>), con un parallelismo fra Gesù e Mosè:
- Gesù in ebraico significa "YHWH è salvezza", Mosè significa "salvato dalle acque" (ed è anche l'unico nome nell'Antico Testamento con la radice della parola ebraica Salvatore);
- per la nascita di Mosè (Es1,15-18[11]): sono le uniche due personalità bibliche aventi un padre adottivo (Giuseppe padre putativo di Gesù, il faraone di Egitto per Mosè). Per entrambi, scarse notizie sulla vita precedente il periodo adulto;
- Gesù sostituisce il sacerdozio levitico con l'ordine secondo Melchisedek (Ebrei 5), uno straniero; mentre Mosè nomina suo figlio primogenito Ghersom ("nato in terra straniera"), come il primigenito di Levi (Genesi 46:11) che era la tribù dei sommi sacerdoti. Dio riserva a Sebuel, nipote di Mosè, l'importante carica di sovrintendente dei tesori consacrati (1Cronache 26,24), e a Gionatan, figlio di Ghersom, coi suoi discendenti, la carica di sommo sacerdote della tribù di Dan, a Silo (1 Giudici 18:31);
- con le parole ed opere: Mosè Pasqua di Liberazione di Israele dalla schiavitù di Egitto, Gesù Pasqua di Resurrezione del genere umano dalla schiavitù del peccato e della morte. La differenza fra cristiani e giudei permane nelle festività, la Pasqua ebraica è una Pasqua di Liberazione;
- Mosè appare insieme ad Elia nella Trasfigurazione di Gesù sul monte Tabor.

## Altre narrazioni

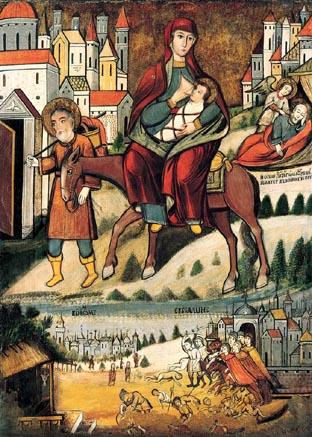
Icona russa del XVII secolo raffigurante la fuga in Egitto. Nel registro inferiore sono raffigurati degli idoli egiziani che crollano miracolosamente distruggendosi al passaggio di Gesù.

Se il Vangelo secondo Matteo, unica fonte canonica a tramandare il racconto della fuga in Egitto, è silenzioso riguardo agli anni trascorsi dalla famiglia in Egitto, l'episodio della fuga e la vita di Gesù e dei suoi genitori in terra egiziana è narrato in diversi apocrifi del Nuovo Testamento; questi riportano storie miracolose, come alberi di palma che si inchinano davanti a Gesù bambino, bestie del deserto che gli rendono omaggio, incontri con i due ladri che saranno poi crocifissi con lui, oltre ad aggiungere dettagli come l'aggregarsi alla famiglia di Salome come balia dell'infante.
Le storie della vita di Gesù in Egitto hanno svolto un ruolo importante specialmente all'interno della Chiesa copta. Per tutto l'Egitto vi sono diverse chiese e santuari che sarebbero stati eretti in luoghi abitati dalla famiglia; il più importante di questi è la chiesa dei Santi Sergio e Bacco ad Abu Serghis, che sarebbe stata eretta sulla casa di Gesù in Egitto. Secondo la tradizione copta, il periodo trascorso in Egitto da Gesù con la sua famiglia sarebbe stato di un anno o più.

## Storicità
Oggi vari studiosi mettono in dubbio la storicità della fuga in Egitto - peraltro assente negli altri Vangeli canonici - viste anche le incongruenze sia tra i vangeli di Matteo e Luca sia all'interno della stessa narrazione matteana, oltre che per il mancato riscontro negli archivi ebraici, nel Nuovo Testamento e nelle opere di Giuseppe Flavio, fonte principale della storia giudaica del I secolo. Il racconto sarebbe servito anzitutto a spiegare come mai Gesù sia nato a Betlemme e cresciuto a Nazaret; la famiglia di Gesù si sarebbe stabilita in Galilea per ispirazione divina. Inoltre avrebbe avuto una funzione teologica, quella di dimostrare agli Ebrei, a cui il Vangelo secondo Matteo era diretto, che Gesù era il nuovo Mosè e che in lui si era avverata la profezia di Osea. 
Secondo alcuni critici, il racconto di Matteo sarebbe una versione cristiana dell'haggadah di Mosè, che racconta come Mosè sia scampato alla morte dei neonati ebrei maschi decretata dal faraone. Gli studiosi più legati alla tradizione ritengono che le analogie esistenti tra Mosè e Gesù non siano un motivo sufficiente per negare la storicità dell'avvenimento raccontato da Matteo. Per alcuni autori l'episodio, pur avendo un forte significato teologico, potrebbe contenere un fondo di verità. L'Egitto era una meta per gli Ebrei perseguitati, perché era facilmente accessibile dalla Palestina e in diverse località (tra cui Alessandria) vi erano comunità ebraiche. Erode era un tiranno sanguinario che aveva fatto giustiziare molti esponenti di famiglie importanti (anche membri del Sinedrio) e persino due suoi figli: non si può pertanto escludere che Giuseppe, percependo qualche pericolo, si sia recato in Egitto con la famiglia e vi abbia soggiornato per alcuni mesi. 
Comunque, anche esegeti cristiani come Raymond Brown, John Dominic Crossan e Rudolf Bultmann sostengono che tradizioni preesistenti siano state la fonte del racconto matteano; il sacerdote cattolico Raymond Brown ritiene che la narrazione della nascita di Gesù sia stata modellata su quella di Mosè, a sua volta derivata da precedenti tradizioni di altri popoli. Lo studioso - in merito alla narrazione biblica sulla nascita di Mosè, utilizzata da Matteo per la Natività di Gesù - evidenzia una serie di parallelismi: Erode cerca di uccidere Gesù e questo viene fatto fuggire in un altro paese, il faraone cerca di uccidere Mosè e questo fugge in un altro paese; Erode ordina la strage degli innocenti (bambini maschi), il faraone quella dei primogeniti ebrei maschi; Erode e il faraone muoiono entrambi, mentre Gesù e Mosè sono in esilio; un angelo del Signore avvisa la famiglia di Gesù che può tornare alla sua terra e così fa il Signore con Mosè (in entrambi i casi Brown sottolinea l'uso della medesima espressione per giustificare il rientro in Israele (oppure in Egitto): "«perché sono morti coloro che insidiavano la vita del bambino (oppure: "la tua vita")»"); Giuseppe prende moglie e figlio e ritorna in Israele, Mosè prende moglie e figlio e ritorna in Egitto. Brown sottolinea che anche altre fonti sulla vita di Mosè - come Flavio Giuseppe e vari midrash ebraici - "accentuano i già noti paralleli biblici tra le infanzie di Mosè e Gesù". Alle stesse conclusioni giunge lo storico John Dominic Crossan, ex sacerdote cattolico e tra i cofondatori del Jesus Seminar, che sottolinea come, rispetto al resoconto lucano, Matteo "invece di immaginare coppie sterili e concepimenti miracolosi, si concentra sull'infanzia di Mosè", creando i relativi parallelismi. Anche un altro teologo cristiano, Rudolf Bultmann, ritiene vi siano delle tradizioni più antiche e comuni dietro le narrazioni della strage degli innocenti comandata da Erode dopo la nascita di Gesù - legata alla fuga in Egitto - e quella della strage dei primogeniti ebrei nella storia di Mosè.
Il teologo Raymond Brown sottolinea, inoltre, come il racconto della Natività in Matteo abbia una generale "inconciliabilità con Luca [e] anche l'armonizzatore più determinato dovrebbe essere dissuaso dall'impossibilità di riconciliare un viaggio della famiglia da Betlemme all'Egitto con il racconto di Luca di portare il bambino a Gerusalemme quando aveva quaranta giorni e poi di andare da Gerusalemme a Nazareth dove risiedevano" e lo stesso teologo nota ancora come "gli sforzi per armonizzare le narrazioni in una storia unica sono del tutto irrealizzabili" e che "questo ci porta all'osservazione che le due narrazioni non sono solo diverse, sono contrarie l'una all'altra in una serie di dettagli [...] Luca ci dice che la famiglia tornò pacificamente a Nazareth dopo la nascita a Betlemme (2,22,39); questo è inconciliabile con l'implicazione di Matteo (2,16) che il bambino aveva quasi due anni quando la famiglia fuggì da Betlemme in Egitto ed era ancora più vecchio quando la famiglia tornò dall'Egitto e si trasferì a Nazareth". 
 Secondo molti studiosi, infatti, le contraddizioni tra i due resoconti evangelici della Natività renderebbero storicamente inconciliabile la fuga in Egitto e la concomitante strage degli innocenti, descritte da Matteo, con quanto riportato da Luca. Secondo, infatti, il Vangelo di Matteo, appena dopo la partenza dei Magi, Giuseppe fu avvisato in sogno da un angelo e fuggì subito in Egitto con la Sacra Famiglia e da qui - dopo la strage degli innocenti e la morte di Erode il Grande nel 4 a.C. - andò poi a Nazaret; secondo, invece, il Vangelo di Luca, poco oltre un mese dalla nascita - fatti la circoncisione e i riti della purificazione in Gerusalemme - la Sacra Famiglia si stabilì subito a Nazaret: "Quando ebbero tutto compiuto secondo la legge del Signore, fecero ritorno in Galilea, alla loro città di Nazaret.". 
Oltre a questa incongruenza, molti storici ravvisano anche una discordanza di oltre un decennio in merito all'anno di svolgimento dei due resoconti, il che renderebbe temporalmente inconciliabile la presenza di Erode - e conseguentemente gli eventi a lui legati, come appunto la fuga in Egitto - con l'episodio della Natività; il Vangelo di Matteo sostiene, infatti, che Gesù nacque prima della morte di Erode il Grande avvenuta nel 4 a.C., mentre il Vangelo di Luca sostiene che Gesù nacque nell'anno del censimento di Quirinio, avvenuto nel 6 d.C. Gli studiosi della École biblique et archéologique française (i curatori della cattolica Bibbia di Gerusalemme), ad esempio, considerano questi due resoconti inconciliabili e fanno rilevare come anche negli Atti degli Apostoli (At5,37) si sottolinei la concomitanza di tale censimento con la prima insurrezione di Giuda il Galileo, provocata proprio da questo evento nel 6 d.C. Per superare questi problemi di compatibilità dei due vangeli sono state proposte diverse soluzioni (rientro a Nazaret dopo la presentazione al tempio e successiva partenza da lì per la fuga in Egitto, ipotesi di un precedente censimento in Siria e Palestina nel 6 a.C.,ecc.) ma le difficoltà rimangono, tanto che l’esegeta cattolico Raymond Brown ha affermato che qualsiasi tentativo di armonizzare le narrazioni dei vangeli di Matteo e Luca per farne una storia coerente sulla nascita di Gesù "è destinato al fallimento".
Secondo lo studioso cattolico Ortensio da Spinetoli l'episodio della fuga in Egitto, per come è narrato da Matteo, desta perplessità: ad esempio, per sfuggire alla persecuzione di Erode sarebbe stato più semplice rientrare subito a Nazaret, evitando di passare per Gerusalemme come avevano fatto i magi. Il forte significato teologico e simbolico dell'episodio porta a dubitare della sua realtà, anche se non ci sarebbero elementi sufficienti per negarla o per accreditarla. Non si tratterebbe tuttavia di un elemento centrale della fede e anche se non fosse realmente avvenuto nulla sarebbe compromesso.

Il teologo cattolico Raymond Brown nota, infine, come nel racconto matteano "molte caratteristiche sono sconcertanti. Se Erode e tutta Gerusalemme sapevano della nascita del Messia a Betlemme (Mt2,3), e infatti Erode massacrò i figli di un'intera città nel corso della ricerca di Gesù (2,16), perché più tardi nel suo ministero nessuno sembra conoscere le meravigliose origini di Gesù (13,54-55), e il figlio di Erode non ricorda nulla di lui (14:
,1-2)?"; lo studioso osserva anche - in merito alla possibilità di fuggire in Egitto per Giuseppe, Maria e Gesù - che "l'incapacità di Erode di trovare il bambino a Betlemme sarebbe perfettamente comprensibile in una storia in cui non ci fossero magi venuti dall'Oriente e se avesse avuto solo una conoscenza generale delle Scritture su Betlemme a guidarlo. Diventa ridicolo quando la strada verso la casa è stata segnalata da una stella che si è fermata su di essa, e quando il percorso verso la porta della casa in un piccolo villaggio è stato evidenziato dalla presenza di stranieri esotici [i magi]".

## Patrimonio culturale immateriale dell'Umanità
Da secoli si celebrano in Egitto due Feste legate al Viaggio della Sacra Famiglia: la Festa dell'Avvento, a giugno e, tra maggio e agosto, la Festa della Natività della Vergine. Nel 2022 l'UNESCO ha inserito tali celebrazioni nella Lista del Patrimonio culturale immateriale dell'Umanità.

## Galleria d'immagini

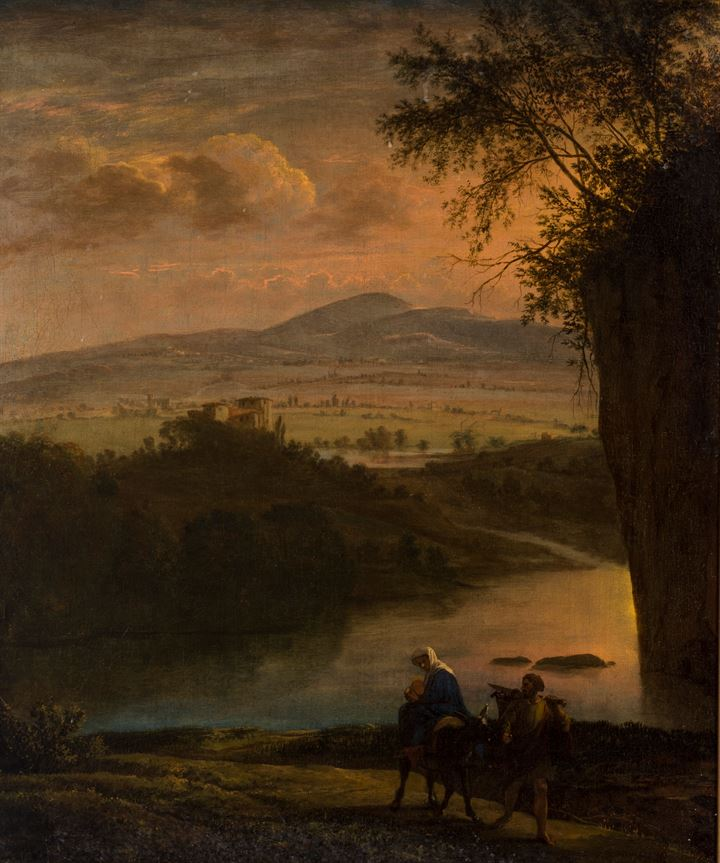
Fuga in Egitto di Jan Asselyn, dipinto nel 1640 circa
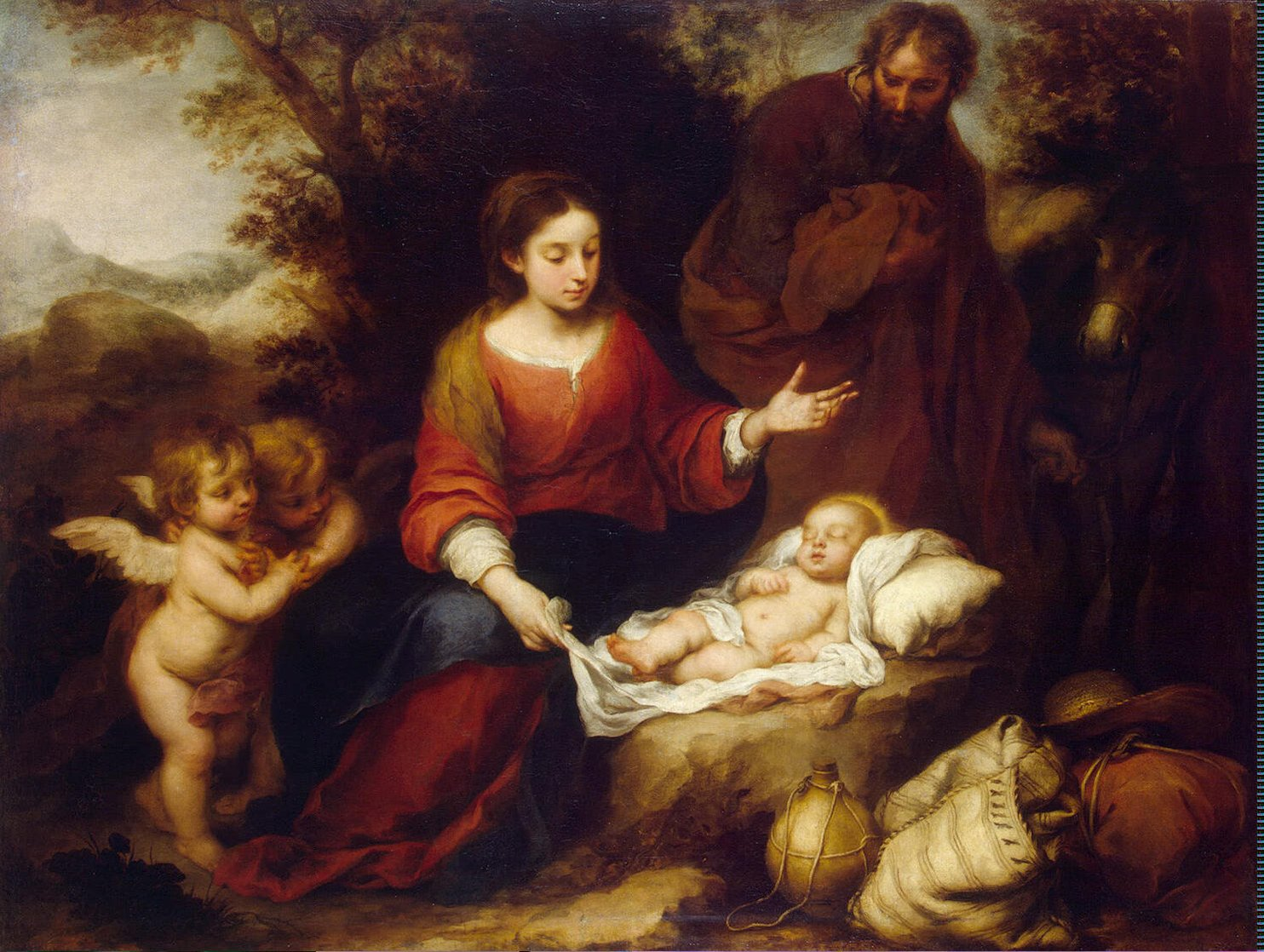
Murillo, Riposo durante la fuga in Egitto, 1665, San Pietroburgo, Museo dell'Ermitage
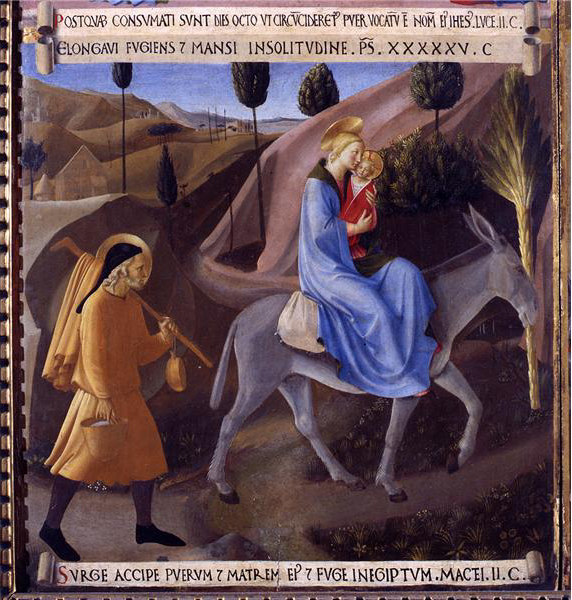
Fuga in Egitto (Armadio degli Argenti)

### Riferimenti
1. ↑   Mt 2,13-23, su La Parola - La Sacra Bibbia in italiano in Internet.
2. ↑   Mt 2,1-8, su La Parola - La Sacra Bibbia in italiano in Internet.
3. ↑   Mt 2,16-18, su La Parola - La Sacra Bibbia in italiano in Internet.
4. ↑   Mt 2,13-14, su La Parola - La Sacra Bibbia in italiano in Internet.
5. ↑  Paul L. Meier, In the Fullness of Time, Kregel Publications, 1997
6. ↑  From Bethlehem to Nazaret. And a memory in Bethany
7. ↑  La Sacra Famiglia Archiviato il 17 marzo 2014 in Internet Archive.
8. ↑   Mt 2,15, su La Parola - La Sacra Bibbia in italiano in Internet.
9. ↑   Os 11,1, su La Parola - La Sacra Bibbia in italiano in Internet.
10. ↑   Es 4,22-23, su La Parola - La Sacra Bibbia in italiano in Internet.
11. ↑   Es1,15-18, su La Parola - La Sacra Bibbia in italiano in Internet.
12. ↑  Bruno Carullo, Nuovi documenti su Gesù di Nazareth, Edizioni ASMV
13. 1 2  Joseph Ratzinger, L'infanzia di Gesù, 2012
14. ↑  Stephen I. Harris, Understanding the Bible, McGraw-Hill, 2010
15. ↑  La fuga di Gesù in Egitto e la storia d'Israele
16. ↑  Markus Backmuehl, This Jesus, T&T Clark International, 2004, p. 36
17. ↑  Raymond E. Brown, The Birth of the Messiah, Doubleday, 1993, pp. 29, 36, 48, 107-119, 138, 154, 175, 193-196, 206-217, 227-228, 298, 543, 559-560, 586, 598-600, ISBN 0-385-47202-1.
18. ↑  John Dominic Crossan, Gesù una biografia rivoluzionaria, Ponte alle Grazie, 1994, pp. 40-46, 50-51, ISBN 88-7928-270-0.
19. ↑  Rudolf Bultmann, Storia dei vangeli sinottici, EDB, 2016, p. 293, ISBN 978-88-10-55850-8.
20. ↑  Raymond E. Brown, The Birth of the Messiah, Doubleday, 1993, pp. 189, 497, ISBN 0-385-47202-1.
21. ↑  Raymond E. Brown, The Birth of the Messiah, Doubleday, 1993, p. 36, ISBN 0-385-47202-1.
22. ↑   Mt2, su laparola.net..
23. ↑   Lc2,1-39, su laparola.net..
24. ↑  Descritti in Levitico ( Lv12,1-8, su laparola.net.).
25. ↑   Lc2,39, su laparola.net..
26. ↑   At5,37, su La Parola - La Sacra Bibbia in italiano in Internet.
27. ↑  Bart D. Ehrman, Gesù è davvero esistito? Un'inchiesta storica, Mondadori, 2013, p. 184, ISBN 978-88-04-63232-0.
28. ↑  Bibbia di Gerusalemme, EDB, 2011, note p. 2439, ISBN 978-88-10-82031-5.
29. ↑  Bart D. Ehrman, Jesus, Interrupted - Revealing the Hidden Contradictions in the Bible, HarperCollins Publishers, 2009, pp. 29-35, ISBN 978-0-06-186327-1.
30. ↑  Bart Ehrman, Il Nuovo Testamento, Carocci Editore, 2015, pp. 154-155, ISBN 978-88-430-7821-9.
31. ↑  Il giorno in cui Gesù fu presentato al Tempio
32. ↑  D.J. Hayles, The Roman Census System, in Burried History, n. 9, 1973
33. ↑  Raymond E. Brown, La nascita del Messia secondo Matteo e Luca, Cittadella, 1981
34. ↑  Ortensio da Spinetoli, Introduzione ai Vangeli dell'infanzia, Il Pozzo di Giacobbe, 2018, p. 61
35. ↑  Raymond E. Brown, The Birth of the Messiah, Doubleday, 1993, pp. 31-32, ISBN 0-385-47202-1.
36. ↑  Raymond E. Brown, The Birth of the Messiah, Doubleday, 1993, pp. 179, 191, ISBN 0-385-47202-1.